# Laurhervasia namibica
Laurhervasia namibica är en insektsart som beskrevs av Mansell 1980. Laurhervasia namibica ingår i släktet Laurhervasia och familjen Nemopteridae. Inga underarter finns listade i Catalogue of Life.